# نوکیا ۱۰۵ (۲۰۱۹)

نوکیا ۱۰۵ (انگلیسی: Nokia 105)، همچنین شناخته شده با نام  نوکیا ۱۰۵ نسخهٔ چهارم، یک تلفن همراه ساده تحت نام نوکیا است که توسط اچ‌ام‌دی گلوبال ساخته شده‌است. نوکیا ۱۰۵ در ۲۴ ژوئیه ۲۰۲۰ در کنار نوکیا ۲۲۰ ۴جی رونمایی شد و در سپتامبر ۲۰۱۹ با رنگ‌های آبی، صورتی و سیاه عرضه شد.
این گوشی از دیکشنری خودکار تی۹ و همچنین تعداد قابل توجهی بازی به‌طور پیش فرض بهره می‌برد که برخی از بازی‌ها پس از چند بار بازی نیاز به خرید از طریق پیامک دارند.
این گوشی از یک باتری با ظرفیت ۸۰۰ میلی‌آمپر ساعتی به عنوان منبع تغذیه بهره می‌برد که قادر است در حالت استندبای تا ۳۵ روز و برای مکالمه تا ۱۲.۵ ساعت شارژدهی به کاربران ارائه دهد.

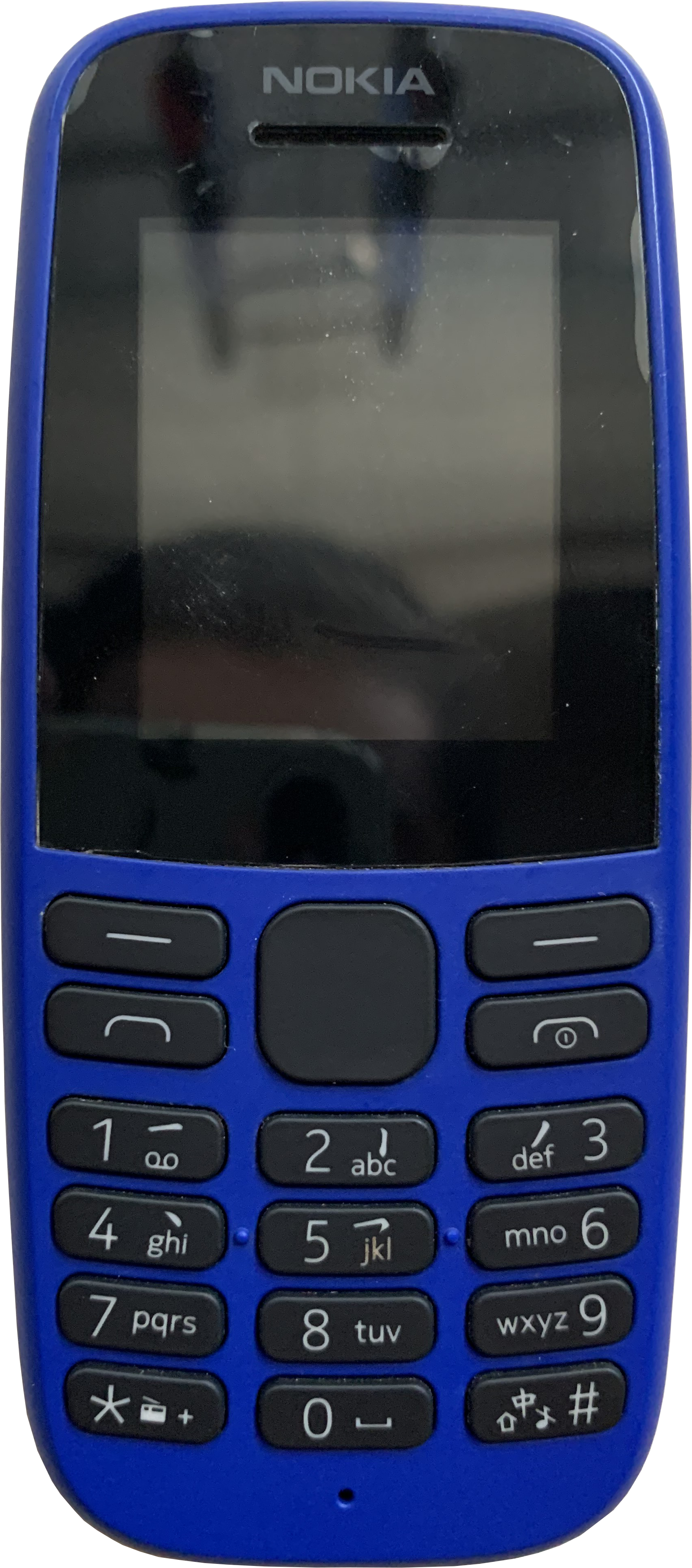
در رنگ آبی
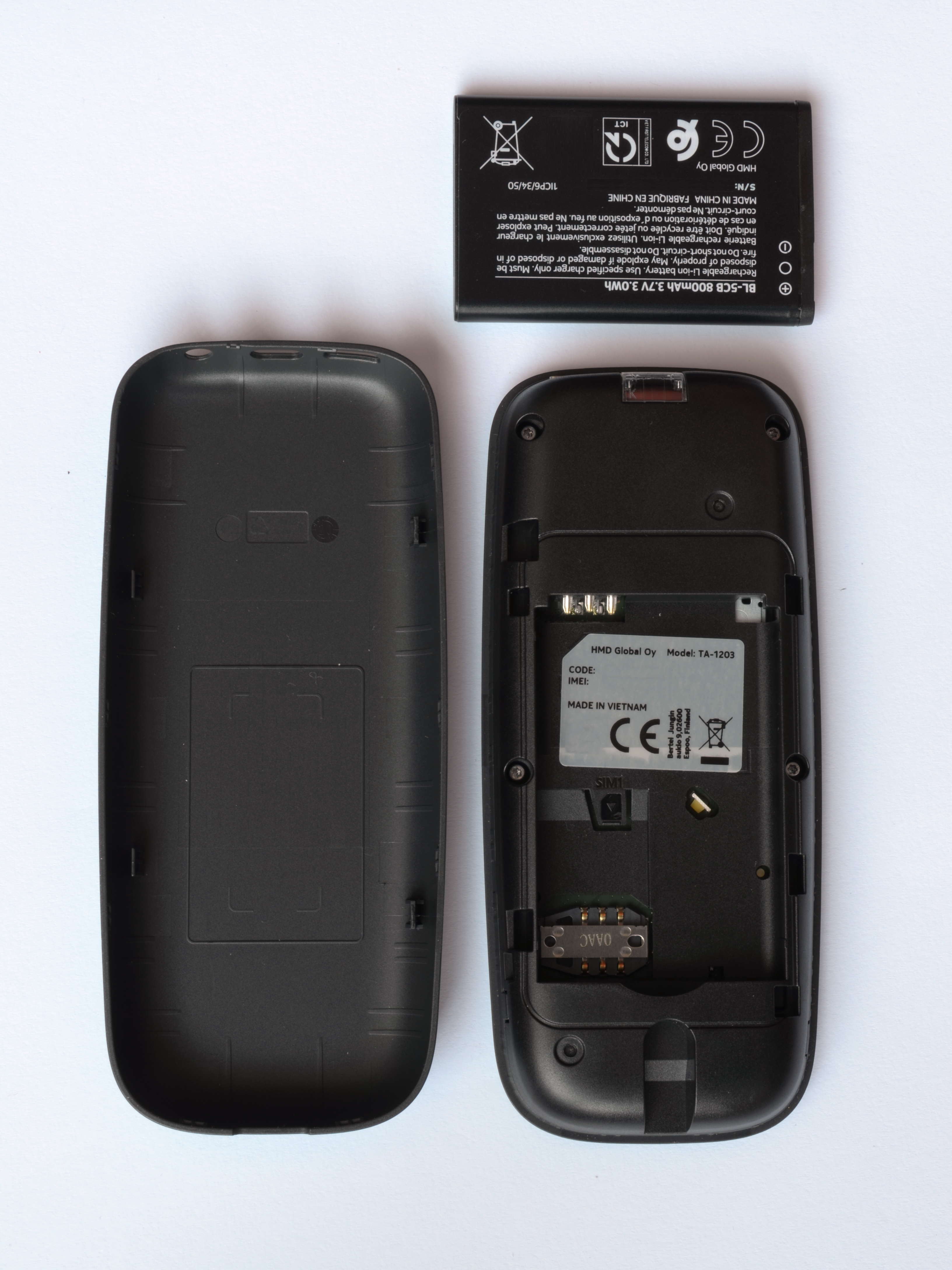
داخل نسخهٔ تک سیم‌کارته
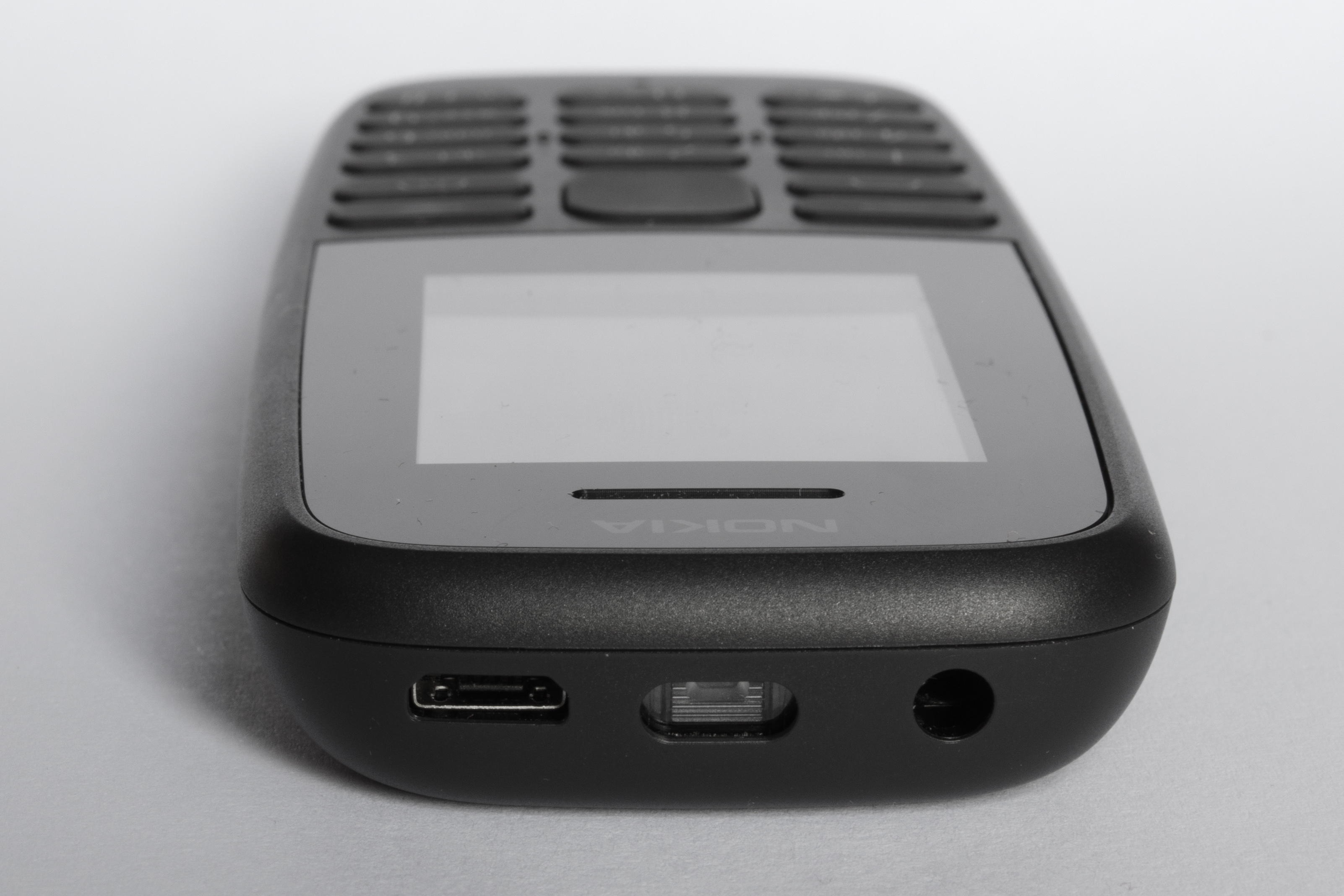
فریم بالایی گوشی
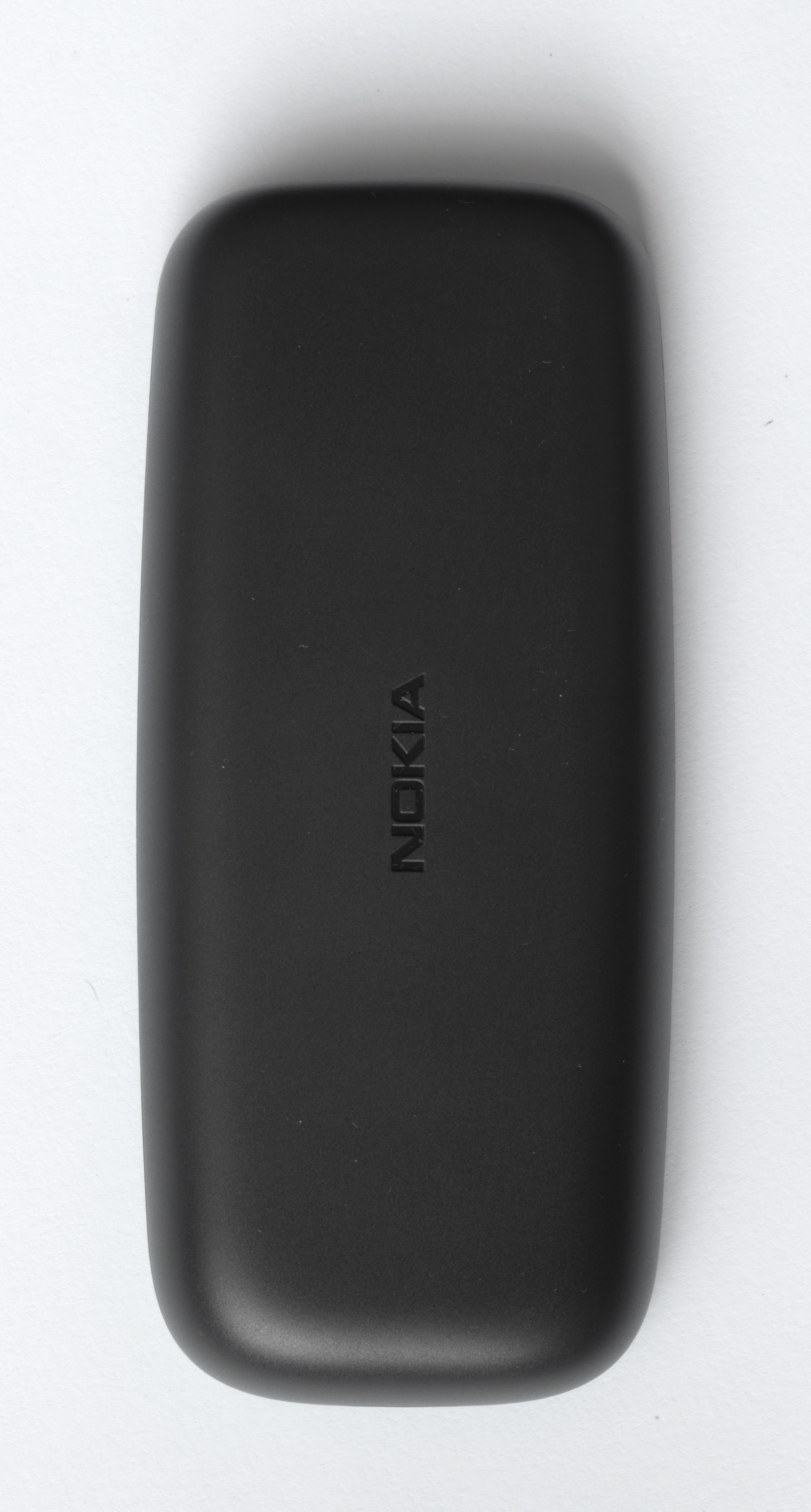
قاب پشت
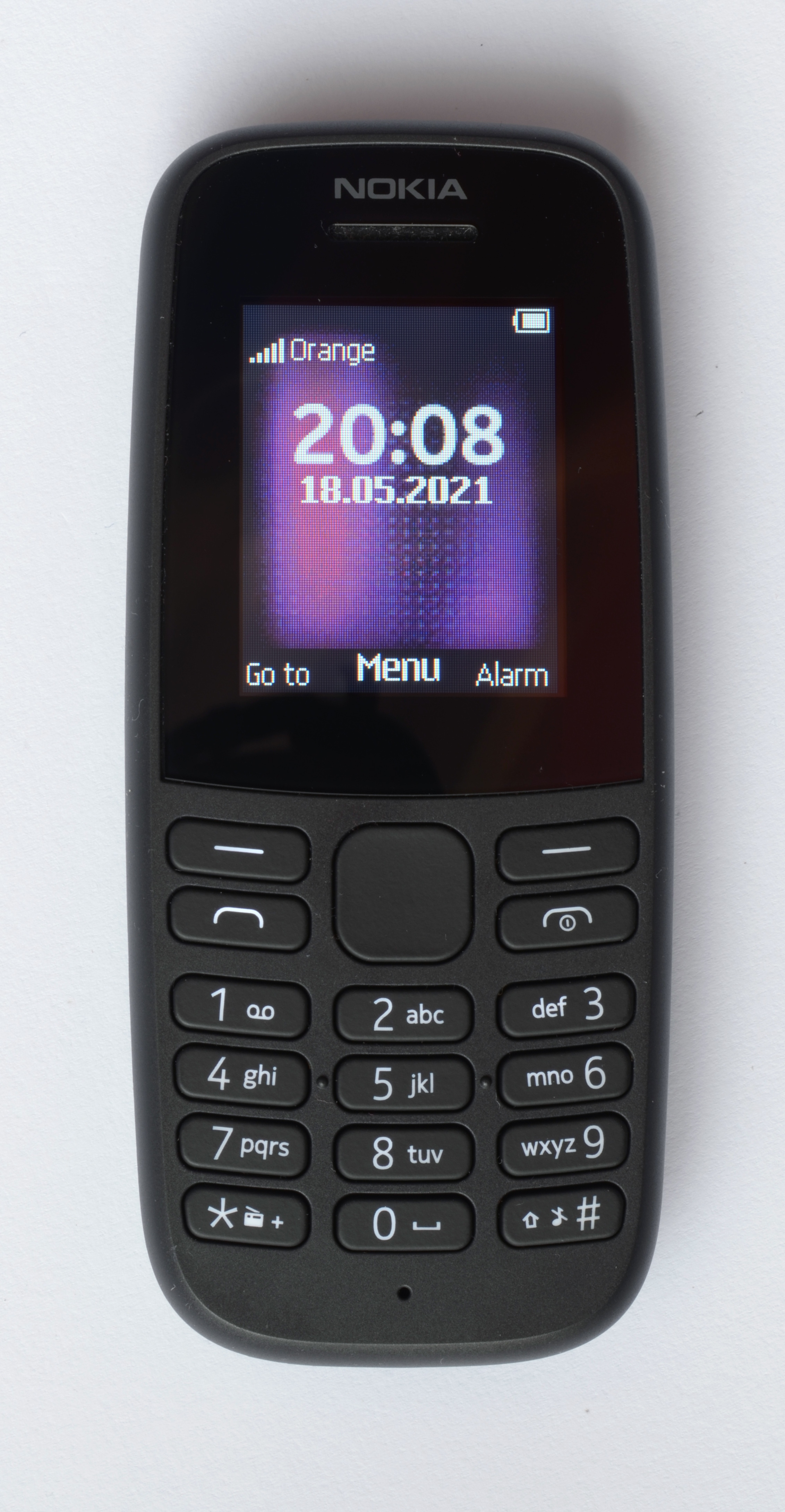
نمایشگر